# 3 Baza Lotnicza
3 Baza Lotnicza – baza lotnicza Sił Powietrznych Rzeczypospolitej Polskiej (JW 3030) we Wrocławiu, funkcjonująca na lotnisku Wrocław-Strachowice w latach 1999-2010.

## Historia
3 Baza Lotnicza została sformowana 15 maja 1999, która przejęła tradycje rozformowanego 11 Pułku Lotnictwa Myśliwskiego. Po sformowaniu Bazę włączono w skład 3 Korpusu Obrony Powietrznej.
W związku z rozformowaniem 3 Korpusu OP, z dniem 27 kwietnia 2007 roku 3 Bazę podporządkowano bezpośrednio 3 Brygadzie Lotnictwa Transportowego (od 1 stycznia 2009 roku 3 Skrzydło Lotnictwa Transportowego).
Rozformowanie bazy nastąpiło 30 czerwca 2010 roku. Na jej bazie stworzono Komendę Obsługi Lotniska, podległą pod 8 Bazę Lotnictwa Transportowego z Krakowa.

## Dowódcy
- ppłk mgr inż. Tadeusz Wąs (1999 – marzec 2001)
- p.o. płk mgr Krzysztof Grzybowski (marzec 2001 – grudzień 2001)
- płk dr pil. Leszek Cwojdziński (grudzień 2001 – listopad 2002)
- płk mgr inż. Bogusław Ochap (listopad 2002 – sierpień 2007)
- płk mgr inż. Mirosław Molik (wrzesień 2007 – do rozformowania)

## Tradycje
3 Baza Lotnicza dziedziczyła tradycje następujących jednostek:
- 11 Pułk Myśliwski (1925 – 1928)
- 5 Pułk Lotniczy (1928 – 1939)
- 317 dywizjon „Wileński” (1941 – 1947)
- 11 Pułk Lotnictwa Myśliwskiego (1945 – 1946)
- 3 Pułk Lotnictwa Myśliwskiego (1946 – 1967)
- 11 Brandenburski Pułk Lotnictwa Myśliwskiego (1967 – 1991)
- 11 Pułk Lotnictwa Myśliwskiego im. płk pil. Bolesława Orlińskiego (1991 – 1999).